# 二人の息子
『二人の息子』（ふたりのむすこ）は、1961年11月12日に公開された日本映画。監督は千葉泰樹。 製作・配給は東宝。カラー、シネマスコープ。

## 概要
「香港の夜」の千葉泰樹の監督作品。

## キャスト
- 赤木信三郎：藤原釜足
- 母：望月優子
- 健介：宝田明
- 葉子：白川由美
- 由美：坂部のり子
- 正二：加山雄三
- 紀子：藤山陽子
- トミ：原知佐子
- 寺岡：田浦正巳
- 阿部部長：小泉博
- 所沢：堺左千夫
- 品田：藤木悠
- 今泉：池田生二
- 安藤久満：志村喬
- 客：土屋詩朗
- 代書屋の主人：佐田豊
- 老人：夏木順平
- さち：浜美枝
- 野木：中山豊
- 少女Ａ：丘照美
- 少女Ｂ：河美智子
- 少女Ｃ：笹るみ子
- 闇屋のおばさん：三田照子
- バーの女Ａ：忍和代
- バーの女Ｂ：田辺和佳子
- セールスマン：大村千吉
- タクシー社長：丘寵児
- 安藤家の嫁：東郷晴子
- 葬儀屋の親父：沢村いき雄
- おでん屋の親爺：織田政雄
- パンク直しの主人：広瀬正一
- 煙草屋の娘：矢野陽子
- 中古車のセールスマン：岡豊

## スタッフ
- 監督：千葉泰樹
- 脚本：松山善三
- 製作：藤本真澄
- 撮影：玉井正夫
- 美術：阿久根巖
- 音楽：伊福部昭
- 録音：伴利也
- 照明：高島利雄
- スチル：高木暢二